# 劉子碩
劉子碩（英語：Zac Liu Zi Shuo，1998年6月11日—），台灣男歌手、演員及節目主持，2018年7月初赴香港發展，曾為 big big channel 兼星夢娛樂旗下藝人，2020年11月淡出香港娛樂圈，並返回台灣轉戰網紅市場。

## 簡歷
劉子碩生於單親家庭，從小在台中市長大，母親是髮型屋老闆。他曾唸臺中市立人國民小學和臺中市北屯區文心國民小學，2011年入讀臺中市立東峰國民中學，2013年又升讀臺中市立東山高級中學，2014 - 2015年便到上海師範大學國際學校（上海東方外國語學校）進修，同時還在當地演藝學院修讀跳舞課程；剛入讀該課程一個月就參加了電視節目製作團隊到校招募歌唱比賽參加者的遴選，並在賽後獲邀簽約，準備以歌手身份出道。可是，他簽約半年都沒有任何工作安排，故主動提出解約。
由於劉子碩對演藝工作方面深感興趣，2015 - 2017年再修讀新北市私立莊敬高級工業家事職業學校表演藝術科文憑，期間於2016年放棄去美國唸書的機會，而報考了上海戲劇學院課程。另外他擅跳街舞和唱歌，2015年曾參加台視歌唱選秀節目《Super Star 我要當歌手2》，但最終落敗。2016年，他參與拍攝《反斗紅星冇暑假 嘩鬼上學去》時獲香港歌星吳若希發掘，遂介紹給星夢娛樂老闆何哲圖認識，2017年7月初透過網上直播兼社交平臺 big big channel 正式出道，8月則簽約成為無綫電視（台灣製作中心）旗下藝人。
2018年7月初，劉子碩完成台灣兵役後選擇往香港發展，且加入無綫電視 J2 清談節目《#後生仔傾偈》，擔任其中一位意見領袖，並因外貌俊俏和口音不正而受到注目。2019年8月，他正式成為星夢娛樂旗下藝人，翌月尾推出首支派台歌《離開有甚麼可怕》，2020年則在《2019年度勁歌金曲頒獎典禮》中獲頒「最受歡迎新人獎」，同年11月初決定退出《#後生仔傾吓偈》、離開星夢娛樂，以及回台灣轉戰網紅市場。

## 演出作品

### 劇集
| 首播            | 劇名         | 角色           |
| 無綫電視        |              |                |
| 2020年          | 使徒行者3    | 藍 棟          |
| 2020年          | 香港愛情故事 | 周 帆          |
| 2022年          | 金宵大廈2    | 楊 洋          |
| big big channel |              |                |
| 2018年          | 我老細唔係人 | 同 事（第8集） |

### 綜藝節目
| 首播         | 節目名                         | 備註                      |
| 臺灣電視公司 |                                |                           |
| 2015年       | Super Star 我要當歌手2         | 第112集白隊選手           |
| 無綫電視     |                                |                           |
| 2016年       | 反斗紅星冇暑假 嘩鬼上學去      | 固定演出                  |
| 2017年       | #後生仔去台灣傾吓偈              | 固定演出                  |
| 2017年       | 台灣大大平台啟動音樂會         | 固定演出嘉賓              |
| 2017年       | TVB金禧晚宴暨2018節目巡禮      | 固定演出                  |
| 2018年       | big big channel 強勢登陸新加坡 | 固定演出嘉賓              |
| 2018年       | #後生仔傾偈                    | 意見領袖之一（第185集起） |
| 2018年       | #後生仔失驚無神賀中秋          | 固定演出嘉賓              |
| 2018年       | 今期流行                       | 演出（第32集）            |
| 2018年       | TVB 50+1周年再出發             | 固定演出嘉賓              |
| 2018年       | TVB 50+1再出發節目巡禮2019     | 固定嘉賓                  |
| 2018年       | 美女廚房                       | 第18集嘉賓                |
| 2018年       | 萬千星輝賀台慶2018             | 固定演出嘉賓              |
| 2018年       | 萬千星輝頒獎典禮2018           | 固定嘉賓                  |
| 2018年       | #後生仔失驚無神賀聖誕          | 意見領袖之一              |
| 2018年       | 萬眾同心齊Countdown            | 固定演出                  |
| 2019年       | 玩轉獅門娛樂天地               | 固定演出                  |
| 2019年       | 台灣潮點圖鑑                   | 演出（第5集）             |
| 2019年       | #後生仔同港姐傾吓偈              | 意見領袖之一              |
| 2019年       | 2019香港小姐競選決賽           | 固定演出                  |
| 2019年       | #後生仔睇完港姐傾偈            | 意見領袖之一              |
| 2019年       | #後生仔再同港姐傾吓偈            | 意見領袖之一              |
| 2019年       | 善心滿載仁愛堂                 | 固定演出                  |
| 2019年       | 善心滿東華2019                 | 固定演出                  |
| 2019年       | #一屋後生仔                    | 意見領袖之一              |
| 2019年       | #後生仔傾吓傾吓傾到2020            | 意見領袖之一              |
| 2020年       | #溫哥華後生仔傾吓偈              | 意見領袖之一              |
| 2020年       | 天天開運王                     | 第5集嘉賓                 |
| 2020年       | 開運王團年迎金鼠               | 固定演出                  |
| 2020年       | 姊妹淘                         | 第三輯 第115集嘉賓        |
| 2020年       | 流行經典50年                   | 第20、34集嘉賓            |
| 2020年       | 2020香港小姐競選決賽           | 固定演出                  |
| 2020年       | #後生仔睇完港姐傾偈            | 固定演出                  |
| 2020年       | 星光熠熠耀保良                 | 固定演出                  |

### 主持節目
| 首播     | 節目名     | 備註                                                             |
| 無綫電視 |            |                                                                  |
| 2018年   | 玩創台灣   | 第一輯與張安特、鄭書孟、蕭涵方及蕭新亭一同主持                   |
| 2018年   | 玩創台灣   | 第二輯與張安特、鄭書孟、蕭涵方、蕭新亭及梁凱晴一同主持           |
| 2020年   | 香港原味道 | 第四輯 第9集加入與譚玉瑛、黃庭鋒、孔德賢、林正峰及謝東閔一同主持 |

### 微電影
| 首映     | 電影名         | 角色               |
| 無綫電視 |                |                    |
| 2019年   | 一代宗獅迎新歲 | 舞獅學徒（第10集） |

### 廣播劇
| 首播           | 劇名      | 角色 |
| 香港電台第二台 |           |      |
| 2020年         | 遇見·展翅 | Ryan |

### 音樂錄像
| 年份   | 歌名       | 歌手   |
| 2020年 | 如果你明白 | 菊梓喬 |

## 音樂作品

### 單曲
| 年份   | 歌名           | 備註                                             |
| 2019年 | 離開有甚麼可怕 | 首支粵語派台歌、無綫電視劇集《香港愛情故事》插曲 |
| 2020年 | 疫境同行       | 與星夢群星合唱                                   |

## 派台歌曲成績
| 派台歌曲成績 | 派台歌曲成績   | 派台歌曲成績 | 派台歌曲成績 | 派台歌曲成績 | 派台歌曲成績 | 派台歌曲成績        | 派台歌曲成績 |
| ------------ | -------------- | ------------ | ------------ | ------------ | ------------ | ------------------- | ------------ |
| 唱片         | 歌曲           | 903          | RTHK         | 997          | TVB          | 備註                |              |
| 2019年       |                |              |              |              |              |                     |              |
|              | 離開有甚麼可怕 | -            | 2            | 18           | 1            | 首支冠軍歌 出道作品 |              |

| 各台冠軍歌總數 | 各台冠軍歌總數 | 各台冠軍歌總數 | 各台冠軍歌總數 | 各台冠軍歌總數    | 各台冠軍歌總數 |
| -------------- | -------------- | -------------- | -------------- | ----------------- | -------------- |
| 903            | RTHK           | 997            | TVB            | 備註：            |                |
| 0              | 0              | 0              | 1              | 四台冠軍歌總數：0 |                |

- （*）表示仍在榜上
- （1）表示兩周冠軍
- （×）表示沒有派往該台

## 曾獲獎項與提名
| 年份   | 獎項                                                      | 結果 |
| ------ | --------------------------------------------------------- | ---- |
| 2019年 | 2019勁歌金曲優秀選第二回 - 得獎歌曲《離開有甚麼可怕》     | 獲獎 |
| 2019年 | 2019年度勁歌金曲頒獎典禮 - 候選歌曲《離開有甚麼可怕》     | 提名 |
| 2019年 | 2019年度勁歌金曲頒獎典禮 - 最受歡迎新人獎                 | 獲獎 |
| 2020年 | 萬千星輝頒獎典禮2020 - 最受歡迎電視歌曲《離開有甚麼可怕》 | 提名 |

## 外部連結
- Shuo Zi的Facebook專頁
- 劉子碩的Facebook專頁
- 劉子碩的Instagram帳戶